# فينسيت سيغال
فينسيت سيغال (بالفرنسية: Vincent Ségal)‏ (و. 1967 – م) هو عازف كمان جهير، وملحن من فرنسا. ولد في ريمس.

## وصلات خارجية
- فينسيت سيغال على موقع IMDb (الإنجليزية)
- فينسيت سيغال على موقع ميوزك برينز (الإنجليزية)
- فينسيت سيغال على موقع أول ميوزيك (الإنجليزية)
- فينسيت سيغال على موقع ديسكوغز (الإنجليزية)
- فينسيت سيغال على موقع قاعدة بيانات الفيلم (الإنجليزية)